# 岩倉三恵
岩倉 三恵（いわくら みつえ, 1984年8月18日 - ）は、東京都出身のサッカー選手（女性）。ポジションはMF。日本大学卒業。

## 経歴
大田区立小池小学校に通った小学年代では兄も在籍していた小池FCでプレーし、小学5年生の時に初めて日本女子サッカーリーグ（現なでしこリーグ）の試合を観戦した。中学年代ではクラブチームのFC駒沢でプレーし、高校年代では日本大学櫻丘高校女子サッカー部でプレー。日大櫻丘高校卒業後には日本大学進学と並行して日本女子サッカーリーグのさいたまレイナスFC（現・浦和レッズ・レディース）に入団し、2年目の2004年シーズンに初めてリーグ優勝。2005年には夏季ユニバーシアードに出場する女子日本代表の一員に選ばれ、川澄奈穂美、岩清水梓、近賀ゆかりらとプレー、3位決定戦でフランスを破って銅メダルを獲得した。2009年には自身2度目、浦和レッドダイヤモンズ・レディースへの改名後初のなでしこリーグ優勝を経験した。フィールドプレーヤーとしてはクラブ最長となる9年間浦和レッズ・レディースでプレーし、2011年シーズン終了後に退団した。
2012年2月から3月にはFCバルセロナの女子チームであるFCバルセロナ・フェメニーノの入団テストを受けたが、正式な契約には至らなかった。8月にはアトレティコ・マドリードの女子チームであるアトレティコ・マドリード・フェミーナスのトライアルを受け、アトレティコと契約を交わした。2012-13シーズンのアトレティコ・フェミーナスはプリメーラ・ディビシオン・フェメニーナで3位となった。
2013年にバレンシアCFの女子チームであるバレンシアCF・フェメニーノに移籍した。2014年5月にはバレンシア・フェメニーノが日本に遠征し、岩倉の古巣である浦和レッズレディースと親善試合を行った。2015年に現役引退した。

## 所属クラブ
- 1991年-1997年 小池FC[4]（大田区立小池小学校）
- 1997年-2000年 FC駒沢
- 2000年-2003年 日本大学櫻丘高等学校女子サッカー部
- 2003年-2011年  さいたまレイナスFC / 浦和レッズレディース
- 2012年-2013年  アトレティコ・マドリード・フェミーナス（スペイン語版）
- 2013年-2015年  バレンシアCF・フェメニーノ（スペイン語版）

## 代表歴
- ユニバーシアードサッカー日本女子代表
  - 2005年、2007年

## タイトル
- ユニバーシアードサッカー競技 : 2005年銅メダル
- 日本女子サッカーリーグ : 2004年、2009年
- 日韓女子リーグチャンピオンシップ : 2010年
- 国民体育大会サッカー競技 : 2004年、2008年